# Mora gonggrijpii
Mora gonggrijpii är en ärtväxtart som först beskrevs av Anthonia Kleinhoonte, och fick sitt nu gällande namn av Noel Yvri Sandwith. Mora gonggrijpii ingår i släktet Mora och familjen ärtväxter. Inga underarter finns listade i Catalogue of Life.